# علم النفس الصحي المهني
علم النفس الصحي المهني (بالإنجليزية: Occupational health psychology)‏ هو مجال متعدد الاختصاصات في علم النفس يهتم بصحة العمال وسلامتهم. يتناول علم النفس الصحي المهني مجموعة كبيرة من المواضيع المهمة ويسعى إلى معالجتها، منها تأثير كل من الضغوطات المهنية والعطالة الإلزامية على الصحة العقلية والجسدية، وتحقيق التوازن بين العمل والأسرة، والعنف في مكان العمل وغيره من أشكال المعاملة السيئة، والحوادث وطرق السلامة، والمداخلات التي تهدف إلى تحسين صحة العمال وحمياتهم.
برز علم النفس الصحي المهني من خلال اختصاصين مميَّزين في علم النفس التطبيقي، وهما علم النفس الصحي وعلم النفس الصناعي والتنظيمي، بالإضافة إلى الطب المهني. واستفاد أيضًا من اختصاصات أخرى مثل علم الاجتماع الصناعي والهندسة الصناعية وعلم الاقتصاد والطب الوقائي والصحة العامة. يهتم علم النفس الصحي المهني أيضًا بعلاقة العوامل النفسية الاجتماعية في مكان العمل مع تنمية صحة العمال وصحة أسرهم وحفظها وتعزيزها. ومن ثمَّ، يكون التركيز الأكبر على العوامل المرتبطة بالعمل والتي يمكنها أن تؤدي إلى حدوث الأذيات والأمراض والضرر للعمال.

## لمحة تاريخية

### المنشأ
دفعت الثورة الصناعية المفكرين مثل كارل ماركس صاحب نظرية الاغتراب إلى الاهتمام بطبيعة العمل وتأثيره على العمال. ساعد كتاب تايلور عن مبادئ الإدارة العلمية بالإضافة إلى بحث مايو في أواخر العشرينيات وأوائل الثلاثينيات عن العمال في تجارب هوثورن في مصانع شركة وسترن إلكتريتك على تحديد تأثير ظروف العمل على نفسية العمال وسلوكهم. في الوقت الذي ظهر فيه منهج تايلور ونظريته عن الإدارة العلمية، أعاد هارتنس دراسة العلاقة بين العامل والآلة وتأثيرها على نفسية العمال. كان إنشاء معهد الأبحاث الاجتماعية عام 1948 في جامعة ميشيغان أمرًا مهمًا لاهتمامه بالضغوطات المهنية وتأثيرها على صحة الموظفين.
اقترح بحث نُشر في المملكة المتحدة عام 1951 من قبل تريست وبامفورث أن الانخفاض في الاستقلال المهني الذي رافق التغييرات التنظيمية في عمليات استخراج الفحم الإنجليزي أثّر سلبًا على معنويات العمال. ساهم عمل آرثر كورنهاوزر في أوائل الستينيات حول الصحة العقلية لعمال السيارات في ميشيغان في تطوير هذا المجال أيضًا. بحثت دراسة أجراها غارديل في عام 1971 تأثير تنظيم العمل على الصحة العقلية لدى العمال والمهندسين في معامل الورق السويدية. أُجري أيضًا بحث عن تأثير العطالة على الصحة العقلية في معهد علم نفس العمل التابع لجامعة شيفيلد. وفي عام 1970 وثق كاسل وكوب تأثير العطالة على ضغط الدم لدى عمال المصانع الأمريكيين.

### الاعتراف به كمجال للدراسة
اشترك عدد من الأشخاص بإنشاء مصطلح علم النفس الصحي المهني أو اختصاصيّ علم نفس الصحة المهنية. وهم فيرغسون عام 1977 وفيلدمان عام 1985 وإيفرلي عام 1986 بالإضافة إلى ريموند ووود وباتريك عام 1990. في عام 1988، واستجابةً للزيادة الكبيرة في عدد المطالبات التي تريد تعويض العمال عن تعبهم وضغط العمل في الولايات المتحدة، أقر المعهد الوطني للسلامة والصحة المهنية بأن الاضطرابات النفسية الناجمة عن الضغط والإجهاد تُشكل خطرًا رئيسًا على الصحة المهنية. عندما اقترن هذا التغيير بزيادة الاعتراف بتأثير الضغط والإجهاد على المشاكل في مكان العمل، وجد المعهد أن برامجه المهتمة بضغط العمل تزداد أهميةً بشكل ملحوظ. في عام 1990، تناقش ريموند وآخرون بأن الوقت قد حان لاختصاصييّ علم النفس الحاصلين على درجة الدكتوراه ليتدربوا على مجال علم النفس الصحي المهني متعدد الاختصاصات، وأيضًا دمج علم النفس الصحي مع الصحة العامة، وذلك لأن إنشاء أماكن عمل صحية يجب أن يكون هدفًا لهذا المجال.

### ظهوره كاختصاص
في عام 1987، نشأت أول مجلة تهتم باختصاص علم النفس الصحي المهني، واسمها مجلة العمل والإجهاد. وبعد ثلاث سنوات، نظمت جمعية علم النفس الأمريكية والمعهد الوطني للسلامة والصحة المهنية مؤتمرًا دوليًا عن العمل والإجهاد والصحة في العاصمة واشنطن. ومنذ ذلك الوقت أصبحت جلساته واجتماعاته تُجرى مرتين في السنة. في عام 1996، نشرت جمعية علم النفس الأمريكية العدد الأول للمجلة عن علم النفس الصحي المهني. وفي العام نفسه أنشأت اللجنة الدولية للصحة المهنية اللجنة العلمية لمنظمة العمل والعوامل النفسية الاجتماعية التي ركزت بشكل أساسي على علم النفس الصحي المهني. في عام 1999، نشأت الأكاديمية الأوروبية لعلم النفس الصحي المهني في أول ورشة عملية أوروبية حول علم النفس في مجال الصحة المهنية في مدينة لوند السويدية. اعتبرت ورشة العمل هذه بمثابة أول مؤتمر من سلسلة المؤتمرات المتواصلة التي تنظمها الأكاديمية الأوروبية وتكرسها للاهتمام بمجال علم النفس الصحي المهني وإدخاله إلى الممارسة السريرية.
في عام 2000، تأسست مجموعة التنسيق الدولية غير الرسمية لعلم النفس الصحي المهني بغرض تسهيل البحث والتعليم والتثقيف والممارسات المتعلقة به، بالإضافة إلى دورها في تنسيق المؤتمرات الدولية وجدولتها والتخطيط لعقدها. أيضًا في عام 2000، ارتبطت مجلة العمل والإجهاد بالأكاديمية الأوروبية لعلم النفس الصحي المهني. وفي عام 2005، نشأت جمعية علم النفس الصحي المهني في الولايات المتحدة. وانضمت في عام 2008 إلى جمعية علم النفس الأمريكية والمعهد الوطني للسلامة والصحة المهنية ليشاركوا سويةً في رعاية المؤتمرات المهتمة بالصحة والعمل والإجهاد. بالإضافة إلى ذلك، بدأت كل من الأكاديمية الأوروبية لعلم النفس الصحي المهني وجمعية علم النفس الصحي المهني بتنسيق جداول المؤتمرات التي تُجرى مرة كل سنتين لكي تُعقد مؤتمرات المنظمات في السنوات البديلة ما يقلل من حدوث التضارب في جدول المواعيد. في عام 2017، بدأت كل من جمعية علم النفس الصحي المهني ومؤسسة سبرنجر بنشر المجلات المتعلقة بعلم النفس في مجال الصحة المهنية.

## طرق البحث
الهدف الرئيس من أبحاث علم النفس في مجال الصحة المهنية هو معرفة كيفية تأثير ظروف العمل على صحة العمال، واستخدام هذه المعرفة في وضع التداخلات التي تساعد على حماية صحتهم وتحسينها ثم تقييم نتائجها وفعاليتها. تشابه طرق البحث المستخدمة في علم النفس الصحي المهني الطرق الموجودة في فروع علم النفس الأخرى.

### تصاميم الأبحاث المعيارية
تُعد منهجية الاستقصاء الإحصائي في التقارير الذاتية الطريقة الأكثر استخدامًا في أبحاث علم النفس الصحي المهني. تصاميم الدراسة المستعرضة شائعة الاستخدام أيضًا أما تصاميم دراسة الحالات والشواهد استُخدمت بشكل قليل. يمكن لتصاميم الدراسة المتطاولة التي تتضمن دراسات التعرض الاحتمالية ودراسة اعتيان التجارب أن تدرس العلاقات مع مرور الوقت. اعتمدت الأبحاث المتعلقة بعلم النفس الصحي المهني والمخصصة لتقييم نتائج التداخلات المعززة للصحة في مكان العمل على تصاميم شبه تجريبية، وبشكل أقل شيوعًا على أساليب تجريبية.

### الطرق الكمية
تُستخدم الأساليب الإحصائية الموجودة في مجالات علم النفس الأخرى أيضًا في الأبحاث المتعلقة بعلم النفس الصحي المهني. ومن هذه الأساليب، نموذج التوازن البنيوي والنموذج الخطي الهرمي (والذي يُعرف أيضًا بالنموذج متعدد المستويات). يستطيع النموذج الخطي الهرمي أن يضبط أوجه التشابه بين الموظفين، وهو مناسب بشكل خاص لتقييم التأثير المتباطئ لضغوط العمل على النتائج الصحية، ويمكنه أيضًا أن يساعد في تقليل الرقابة وهو مناسب جدًا لدراسة اعتيان التجارب. استُخدم التحليل التلوي لتجميع البيانات (تعتمد الأساليب الحديثة للتحليل التلوي على النموذج الخطي الهرمي) واستخلاص النتائج عبر دراسات متعددة.

### طرق البحث النوعي
تتضمن طرق البحث النوعي إجراء المقابلات والاعتماد على المجموعات البؤرية وعلى تقديم تقرير ذاتي موصوف خطيًا عن الحوادث المجهدة المسببة للتوتر والضغط في العمل. استُخدمت أيضًا الملاحظات المباشرة للعمال في أثناء العمل وكذلك ملاحظات المشاركين.